# Битва при Азенкуре
Би́тва при Азенку́ре (фр. Bataille d'Azincourt, англ. Battle of Agincourt) — крупное сражение, состоявшееся 25 октября 1415 года между французскими и английскими войсками близ местечка Азенкур в Северной Франции во время Столетней войны. Особенность этого сражения заключается в том, что французская армия, имевшая численное превосходство в несколько раз, потерпела сокрушительное поражение, понеся существенные потери. Причиной столь поразительной многократной диспропорции в потерях было тактически грамотное применение англичанами масс стрелков, вооружённых длинными луками, в сочетании с отрядами тяжеловооружённых воинов. Подобная тактика и вооружение уже были применены против французов англичанами при Креси в 1346 году; в 1368 году французский король Карл V Мудрый издал указ о вооружении луками всего народа, но этот обычай не прижился во Франции. Кроме того, успехи англичан были связаны не только с использованием в битвах длинного лука, но и с ситуацией феодальной анархии в самой Франции.
Сражение открыло новую страницу в истории Франции. В результате поражения при Азенкуре французы были вынуждены подписать в 1420 году договор в Труа, согласно которому английский король Генрих V объявлялся наследником французского трона. В планы Генриха V входила также организация очередного крестового похода. Обе эти цели так и не были достигнуты — Генрих V умер 31 августа 1422 года в возрасте 35 лет от дизентерии, которой заболел, видимо, при осаде французского города Мо.

## Подготовка к сражению
Генрих V вторгся во Францию после провала мирных переговоров с французским правителем. Претендуя на титул французского короля, Генрих вступил в борьбу за Нормандское герцогство, которое, как он полагал, принадлежало ему по праву. 13 августа 1415 года 28-летний английский король Генрих V во главе четырёхтысячной армии высадился в устье реки Сены и осадил порт Арфлёр, которому придавал важное стратегическое значение, поскольку тот являлся ключом к Нормандии. Порт оказался отнюдь не лёгкой добычей: хотя гарнизон города насчитывал лишь 100 воинов, его защищали толстые стены, усиленные 8 башнями. Вопреки ожиданиям короля осада затянулась, и город капитулировал лишь 22 сентября. Английская армия, понеся тяжёлые потери от болезней, продолжила поход лишь 8 октября. Генрих направил большую часть своих войск (около 2800 человек) в Кале, где англичане могли переждать надвигавшуюся зиму и восстановиться от ран и болезней. Весть о взятии Арфлёра быстро дошла до Парижа. В короткое время французы собрали в Руане крупные силы. После того как английский король начал отступление на север, французы начали активное преследование английской армии, чтобы блокировать её у реки Соммы и не допустить дальнейшее продвижение к порту. Поначалу французам сопутствовал успех: они вынудили английского короля повернуть на юг, однако англичане в конце концов переправились через Сомму и продолжили движение на север. Не защищённые рекой, французы колебались. Войска встретились 24 октября близ деревни Азенкур, неподалёку от Кале. Весь день шёл проливной дождь, близился вечер, и оба командующих предпочли дождаться утра 25 октября.
Англичане были истощены длительным переходом, недостатком провианта и болезнями, их боевой дух был не на высоте. Генрих ясно понимал, что он должен вступить в бой, чтобы получить возможность отвести армию в Кале и вместе с тем не допустить пополнения французских войск находящимися в пути подкреплениями. Французы были лучше вооружены, кроме того, они численно превосходили английское войско. Согласно английским источникам, в день перед сражением англичане молились и каялись в своих грехах. Французские хронисты заявляют, что в день перед битвой английский король произнёс речь перед своим войском, в которой сообщил, что в случае успеха французов английские рыцари будут захвачены в плен и отпущены лишь за большой выкуп, в то время как простых воинов ждёт гораздо худшая участь.
Французская знать, превосходившая в численности своих противников, была уверена в быстрой и решительной победе.

## Состав войск

### Франция

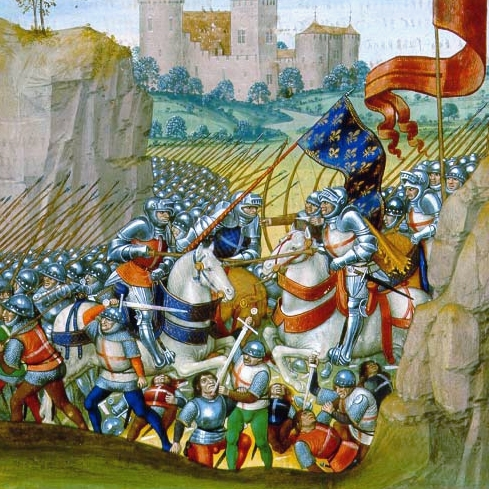
Битва при Азенкуре. Миниатюра из рукописи хроники Ангеррана де Монстреле 1495 г.

На поле боя французы многократно превосходили своих противников в числе, однако невозможно с точностью определить численность французов, участвовавших в битве. Оценки современников значительно разнятся: хроники дают разные цифры от 3 000 до 40 000 общего контингента.
До 20 % французской армии составляли тяжеловооружённая конница, состоявшая из рыцарей, а также эсквайров, сержантов и лиц неблагородного происхождения. При необходимости рыцари были способны сражаться и в пешем строю, однако отсутствие дисциплины и неповоротливость примитивных феодальных построений не оставляла полководцам шансов для проведения сложных манёвров. Остальные силы были представлены воинами, набранными из гарнизонов крупнейших французских городов и крепостей, наёмниками из городов Северной Италии, а также призванными в армию рекрутами. Помимо тяжёлой конницы, армия включала также в себя подразделения лёгкой кавалерии.
Французы располагали огромным количеством пехоты, состоявшей главным образом из плохо обученных простолюдинов, набранных среди крестьян Пикардии, Артуа, Нормандии и Шампани. Эти воины, несмотря на свою многочисленность (по некоторым данным, их число доходило до 20 000 человек), были неэффективны против тяжёлой конницы противника и неспособны к сложным манёврам.
Защита их состояла из простой кожаной куртки, изредка — кожаного или металлического шлема. Вчерашние крестьяне, эти воины в бою сражались различными модификациями сельскохозяйственных орудий, специально переделанных для рукопашного боя, примитивными мечами, ножами и короткими луками. В бою их использовали чаще всего в больших неповоротливых построениях для задержки продвижения противника.
Помимо крестьян, французы располагали также хорошо обученными пехотинцами городских гарнизонов, а также профессиональными воинами, вооружёнными различными формами древкового оружия.
В составе французской пехоты присутствовали и лучники, однако французы отдавали большее предпочтение арбалету.
В пехоте сражались также и многочисленные наёмники, в основном генуэзские арбалетчики.

### Англия
В отличие от французской, английская армия состояла из большого количества профессиональных воинов. В сражении большая часть английских пехотинцев была вооружена длинным луком, неоднократно доказавшим свою эффективность в многочисленных сражениях. Большинство стрелков почти не имело доспехов. Остальная часть пехоты сражалась копьями, пиками, алебардами и мечами. Часть стрелков была посажена на коней для придания войскам большей мобильности. Сравнительно небольшое количество тяжёлой кавалерии состояло, кроме «опоясанных» рыцарей, из многочисленных эсквайров, сержантов и прочих латников — выходцев из более низких сословий.

## Построение французов

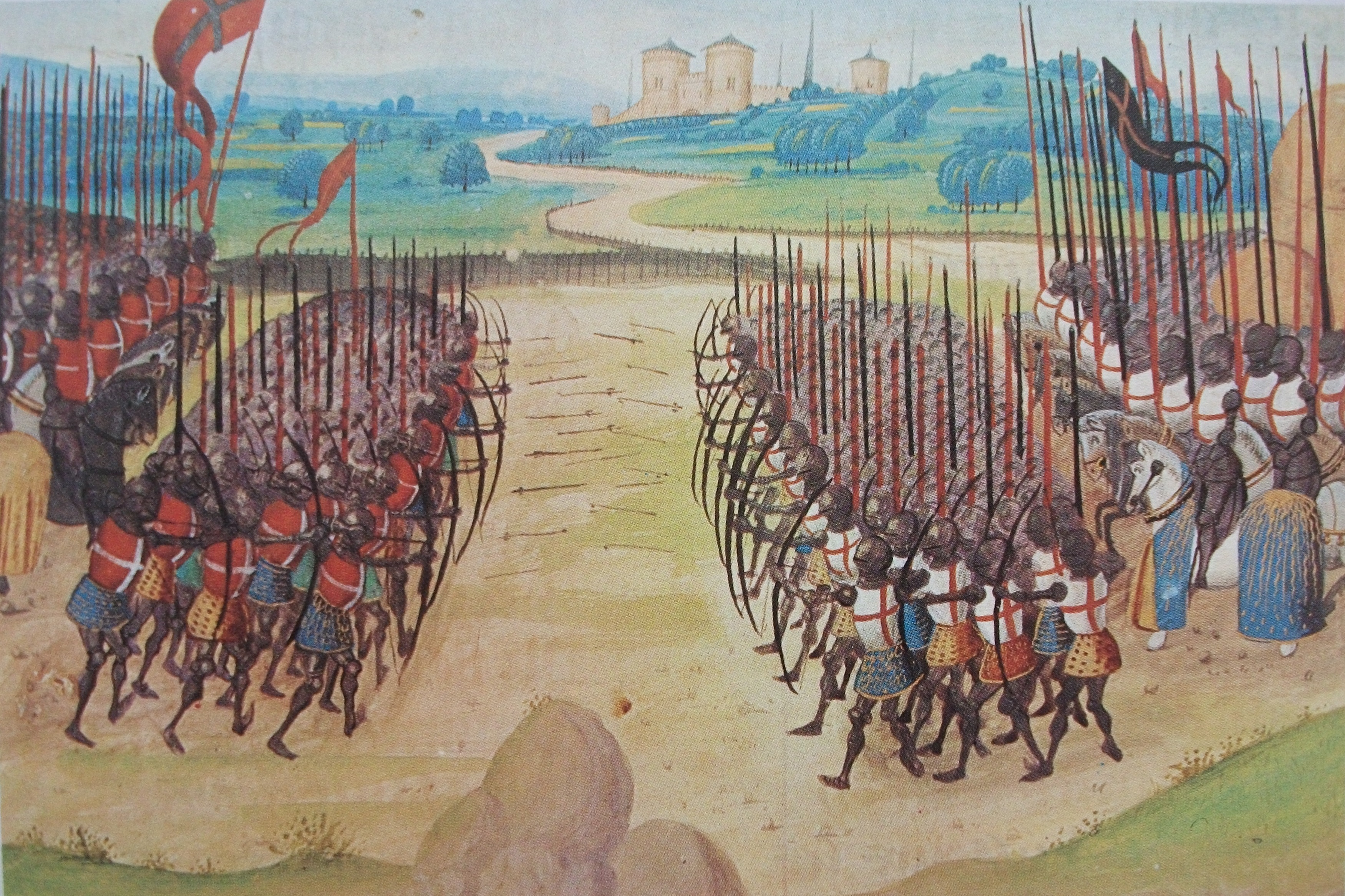
Битва при Азенкуре. Миниатюра из «Хроники» Ангеррана де Монстреле. XV в.

План предстоящего сражения был разработан французскими маршалом Бусико и коннетаблем Шарлем д’Альбре, командовавшим авангардом. Французы выстроились в 3 линии. Бургундский хронист Жан де Ваврен сообщает, что французская армия насчитывала 800 тяжеловооружённых всадников, 4000 лучников и 1500 арбалетчиков в авангарде, на флангах — 600 и 800 тяжеловооруженных всадников, а в центре — крупные силы рыцарской конницы, эсквайров и лучников, численность которых совпадала с числом воинов в авангарде. Французский хронист и участник битвы Ангерран де Монстреле называет аналогичную численность войск в авангарде. Оставшиеся воины расположились в арьергарде. Напротив, Геральд Беррийский в своём сочинении называет совершенно иные числа (4800 тяжеловооружённых воинов в первой линии, 3000 солдат во второй линии, усиленной отрядами по 600 воинов на флангах, а общую численность войск оценивает в 10 000 воинов).
Около 800 тяжеловооружённых французских рыцарей было вынуждено спешиться. Их целью было достигнуть английских позиций и вступить в бой с англичанами, в котором французы имели бы подавляющее преимущество в живой силе. Несмотря на то, что в первоначальном плане сражения лучники и арбалетчики располагались перед тяжелой конницей, непосредственно перед сражением они оказались размещёнными позади построения и в результате не приняли участия в сражении.
Тысячи воинов, главным образом прислуга и простолюдины, находились в арьергарде французской армии и не участвовали в битве, поскольку командование неохотно полагалось на них в предстоящем сражении. Напротив, решительные французские рыцари, подогреваемые жаждой мести за своих отцов и дедов, погибших в предыдущих битвах с англичанами, настояли на своем сражении в первых рядах боевого порядка. Во многом благодаря этому на передний край командующий французов Шарль Д’Альбре поставил тяжелую рыцарскую кавалерию. Войско построилось в колонну по 200 воинов в ряд. На тесном пространстве, зажатом между зарослями ивняка по одну сторону и болотами — по другую, рыцари и их дружинники были вынуждены встать исключительно плотно. Стрелкам и копейщикам, которым попросту не нашлось места, пришлось занять позицию позади рыцарских отрядов.
Сам Шарль Д’Альбре, равно как и многие опытные рыцари, был против подобного построения и предлагал выставить стрелков впереди кавалерии. Однако на нём настоял представитель короля, герцог Орлеанский. Во-первых, крестьяне и горожане («чернь», из которой набирались пехота и стрелки) не имели права первыми вступать в битву — это было «не по-рыцарски». Во вторых, рыцари были одеты в золото, серебро и бархат, а стрелки были одеты очень скромно, так что красота рыцарского войска могла бы быть испорчена. Таким образом, французы допустили первую ошибку уже при расстановке войск.
Бретонский историк XV в. Пьер ле Бу не случайно отметил, что в сражении при Азенкуре французов «погубила гордыня».

## Построение англичан

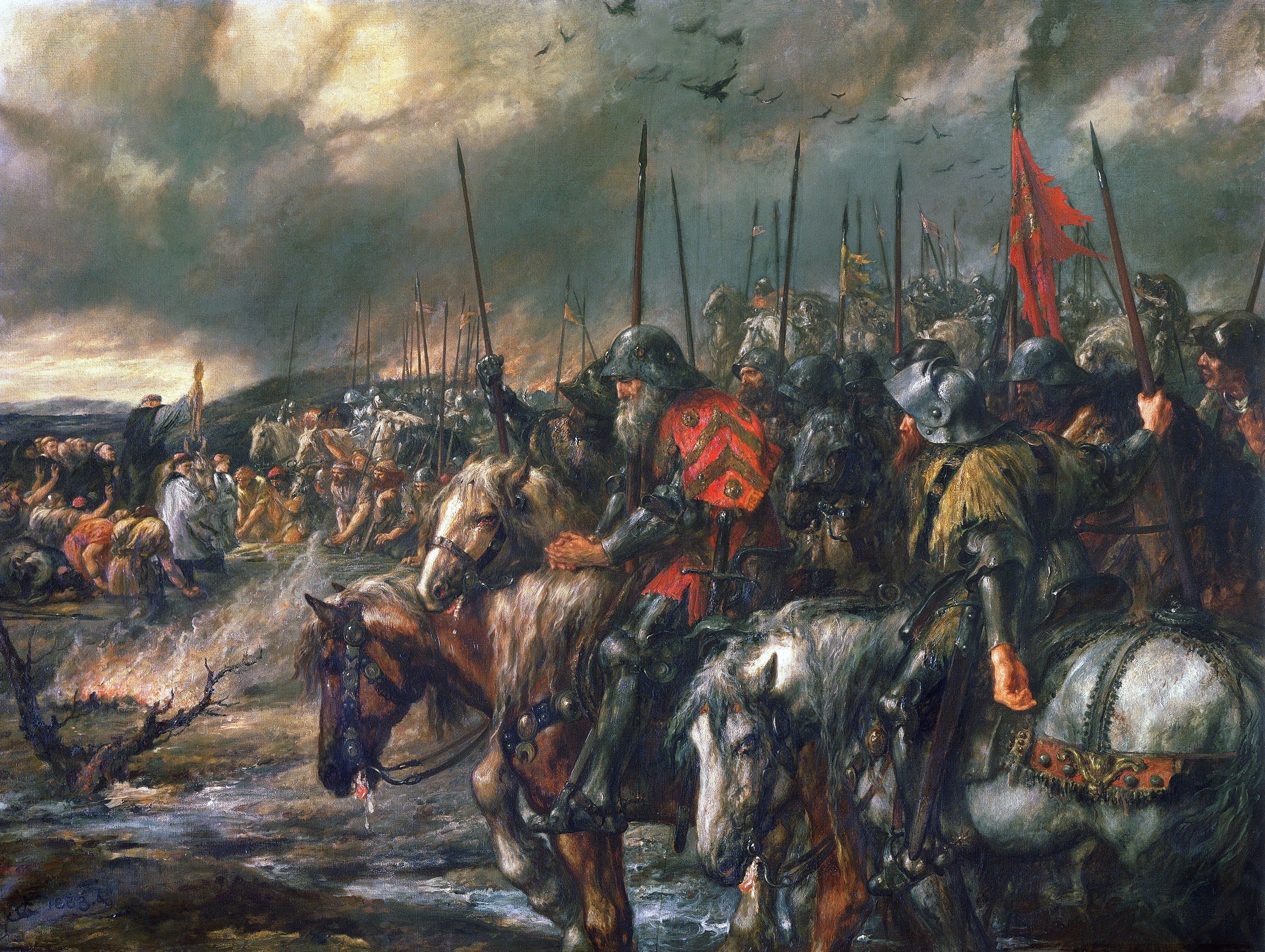
Джон Гилберт. «Утро битвы при Азенкуре 25 октября 1415 г.». 1884 г.

Англичане расположились на узкой полоске земли шириной приблизительно в 750 ярдов (около 700 метров), ограниченной крупными лесными массивами. Английский историк и военный Альфред Бёрн высказал предположение, ставшее общепринятым, что Генрих V разместил свои главные силы в порядке, сходном с боевым порядком англичан при Креси: по его мнению, король выстроил войска в линию, состоявшую из отрядов тяжеловооружённых воинов, чередовавшихся «клиньями» лучников. Английская армия, по традициям того времени, была разделена на 3 крупных отряда, или баталии: авангард (Герцог Йоркский), основные силы и арьергард. Однако эта точка зрения не является единственной. Так, английский историк Джим Брэдбери придерживается совершенно иного мнения: по его предположению, лучники не входили в состав английского центра, а располагались на флангах, хотя часто выдвигались вперёд, чтобы эффективно вести огонь по наступающему противнику.
Воины центра располагались в линию 4 человека глубиной и 150—200 солдат шириной. На флангах были поставлены английские и валлийские лучники, укрепившие свои позиции рядами деревянных кольев, врытых в землю под острым углом к противнику. Эта тактика, новая для англичан, возможно, появилась под влиянием успехов турок под Никополем (1396), где османские лучники использовали деревянные колья для обороны от бургундской конницы. Построение англичан очень удачно использовало свойства местности: узкое пространство сковывало действия французской конницы, в то время как глубокая грязь недавно вспаханного поля сильно затрудняла её маневренность.

## Численность войск
Английский историк Анна Кюри, проведя анализ данных первоисточников и документов, сообщает о численности французов в 4000 человек и англичан — в 2400 воинов.
Напротив, историк Джульет Баркер сообщает по меньшей мере о четырёхкратном превосходстве французов над своими английскими противниками, допуская также возможность и шестикратного превосходства.
«Энциклопедия Британника» оценивает численность английских и французских войск в 6 и 20—30 тыс. человек соответственно.
Согласно переписи английской армии при посадке на корабли, её численность составляла 900 «латников», 1000 лучников. Из них 100 латников и 400 лучников были оставлены как гарнизон захваченной крепости Арфлер, некоторая часть была больна дизентерией и оставлены или отправлены в Англию.

## Сражение

Битва при Азенкуре. Красные — англичане, синие — французы

### Завязка боя
Англичане построились и приготовились к атаке. Французы, вероятно, не атаковали сразу по причине излишней уверенности в победе и неразберихи в командном звене. В ожидании подкреплений французские войска оставались в бездействии. 3 часа после восхода солнца войска простояли на месте. Это позволило англичанам передислоцироваться в самое узкое место поля, на расстояние выстрела из лука. Несмотря на оборонительный характер своей тактики, английский король был вынужден пойти на этот рискованный шаг ввиду длительного бездействия. Лучники для защиты от атаки французов вкопали в землю колья, за которыми могли ощущать себя в большей безопасности. Если бы французы атаковали противника до того, как последний смог бы укрепить свои позиции, то данная атака могла бы иметь катастрофические последствия для англичан, что и было наглядно продемонстрировано в битве при Патэ. Однако, по всей видимости, выдвижение англичан ускользнуло из поля зрения французского командования. Тем временем английские стрелки открыли стрельбу. За несколько минут три первых французских рыцарских отряда были расстреляны градом стрел.

### Атака французской конницы
Французская кавалерия, несмотря на отсутствие элементарного порядка и значительный недобор в своих рядах (по сообщению французского хрониста, многие рыцари разбрелись по местности или же кормили своих коней) тут же пришла в движение, но успешной атаке помешали некоторые факторы. Во-первых, сказалась слабая дисциплина французских рыцарей. Во-вторых, особенности местности не позволяли обойти англичан с фланга. В-третьих, грязь значительно замедляла скорость лошадей.
При построении пехоты французы поставили арбалетчиков и лучников за войсками ближнего боя, так что французские стрелки не могли даже увидеть англичан, из-за чего были просто не в состоянии повлиять на ход сражения. Всадники, добравшиеся сквозь град стрел до кольев, губили коней и вылетали из сёдел к ногам английских лучников, которые добивали всадников. Французам удалось добиться некоторого успеха лишь на одном участке, где колья выпадали из подсохшей земли. Французы не выдержали обстрела английских стрелков и стали отступать. При этом отступающие рыцарские отряды смяли собственную пехоту, шедшую в арьергарде.

### Главная атака

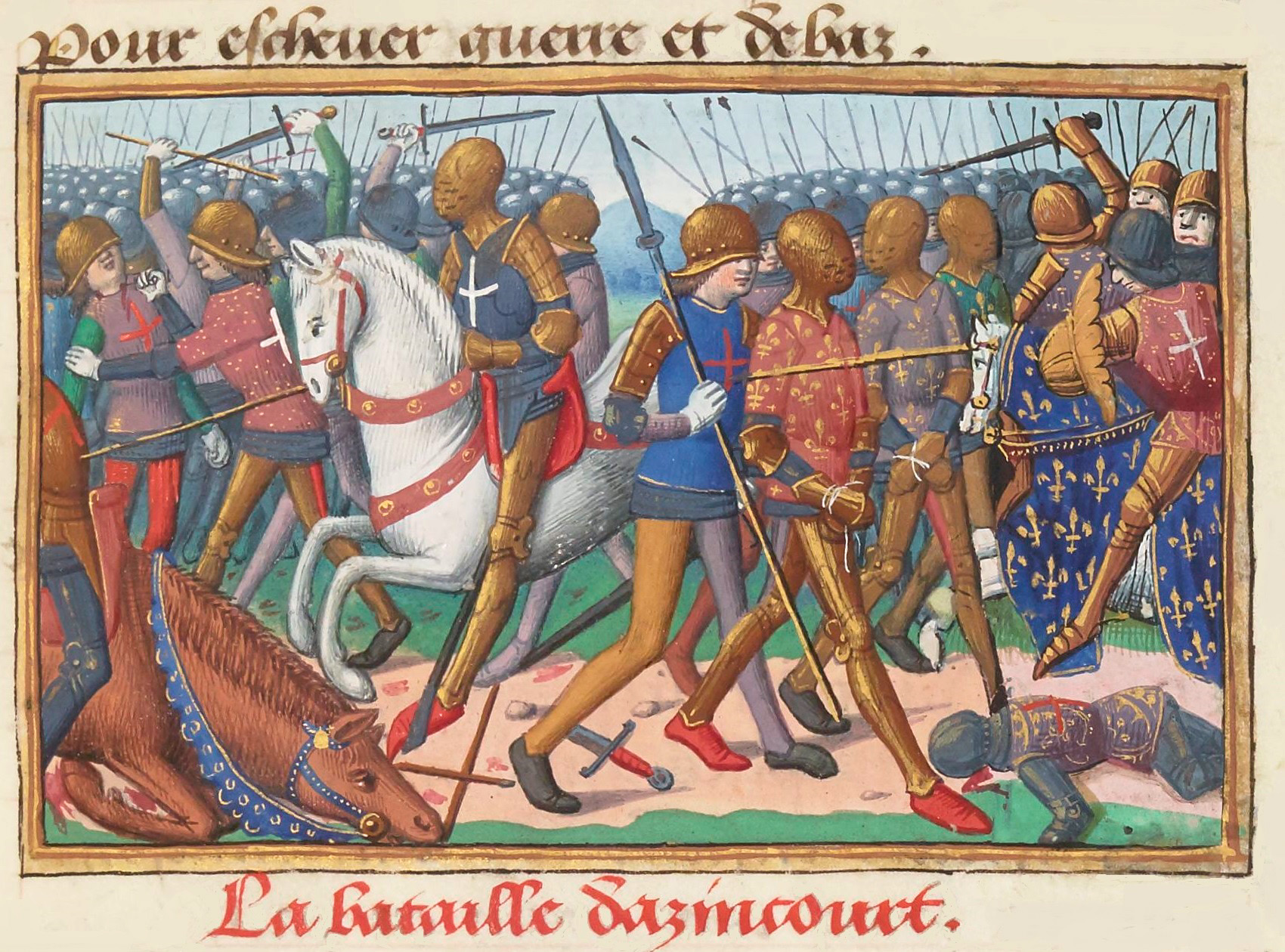
Битва при Азенкуре. Миниатюра из «Вигилий на смерть короля Карла VII». Около 1483 г.

Вскоре после первой неудачи сам коннетабль возглавил атаку спешенных французских рыцарей численностью около 5000 воинов на английские позиции. Разгромленная конница, смешавшись с наступавшей пехотой, вызвала полнейший беспорядок в рядах последней, однако рыцари, несмотря ни на что, продолжили наступление, так как рыцарская честь обязывала их скрестить оружие с противником. Вооружившись специально укороченными для пешей схватки рыцарскими копьями, воины быстро утратили былой порыв из-за усталости и физического истощения. Под градом английских стрел французы в тяжёлых доспехах вынуждены были преодолеть по вязкой, затруднявшей перемещение грязи расстояние в 300 ярдов, прежде чем вступить в рукопашную схватку. При этом с сокращением расстояния росла эффективность стрельбы английских лучников: потери французского войска росли по мере сближения с врагом. Достигнув вражеских позиций, французские воины вступили в рукопашный бой с англичанами. Английские лучники же продолжали стрельбу из своих длинных луков, а когда все стрелы были израсходованы, побросали луки и вступили в рукопашную схватку, длившуюся около трёх часов. Несмотря на незначительные потери от вражеских стрел, наступающие рыцари были физически истощены пешим переходом, а потому с трудом обращались со своим оружием. Вооружённые топорами и мечами, легковооружённые английские лучники имели преимущество перед уставшими, закованными в броню французскими рыцарями. На помощь лучникам пришли английские рыцари и воины. Рыцари, падавшие на землю от усталости, уже не имели сил подняться на ноги. Тем не менее бой был невероятно ожесточённым, и англичане понесли существенные потери: так, в схватке с противником, погиб герцог Йоркский, его участь чуть было не разделил и сам король.

### Заключительная фаза боя
Через некоторое время в бой вступила вторая линия французских войск, однако узкая полоска земли, на которой разыгрывалась битва, не позволяла французам эффективно использовать своё численное превосходство. Сам английский король Генрих V принял участие в сражении, с его шлема было срублено несколько золотых венцов.
Хотя считается, что в этой битве было продемонстрировано превосходство английского лука над французским арбалетом, однако, согласно проверкам современных энтузиастов, наконечник стрелы не мог пробить доспехи французского рыцаря, следовательно, были возможны ранения только в щели и в участки, не прикрытые доспехами, а также в лошадей. Однако таких стрел выпускалось до 30 тыс. в минуту. Рыцари, потеряв коней, спешились и, наступая в пешем строю, увязали дорогими сапогами и стальными ножными доспехами в грязи (пехота и лучники англичан была обута в тканевые обмотки, которые, по мнению современных исследователей, не вязли в грязи), где, как предполагается, становились лёгкой добычей английских пехотинцев.
Они сбрасывали всадников с помощью деревянных боевых молотов на длинной рукоятке (2-3 метра) и использовали широкие ножи для добивания или пленения оглушенных противников. Всё это, вместе с эффектом бутылочного горлышка, нарушало боевые порядки французского рыцарства и делало их уязвимыми для врага.
Рыцари тысячами погибали на поле боя. После трёх часов боя французы понесли тяжёлые потери, погибли многие командующие обеих линий построения, многие рыцари были захвачены в плен англичанами. При этом, согласно мнению современных историков, предполагается, что, потеряв коней от множества летящих стрел, многие рыцари предпочитали сдаваться в плен королю для последующего выкупа, чем драться пешими.
Воины третьего отряда французов, с ужасом наблюдая гибель своих войск в ожесточённой схватке, оставались в бездействии. Многие, кто были верхом, покинули свои позиции и бежали. Многие рыцари, сражаясь в первой и второй линии, также сумели спастись благодаря своим слугам, вовремя приведшим лошадей. В сражении погибли или попали в плен все командующие французской армии. Англичане, несмотря на ощутимые для них потери, сражались стойко и одержали полную победу.

### Нападение на английский обоз и резня пленных французов
Единственным успехом французов в сражении был фланговый удар по английской позиции отряда местного сеньора, Изембера д’Азенкура. Д’Азенкур в сопровождении нескольких воинов и отряда из 600 крестьян, вероятно, атаковал английский лагерь по собственной инициативе. Отряд предпринял нападение на плохо охраняемый английский обоз, в котором, помимо всего прочего, находились личные драгоценности английского короля, включая его корону.
Атака, скорее всего, имела место в конце сражения, причем её неожиданность заставила англичан подумать о нападении французских войск в тыл английских позиций. Помимо этого, имело место ещё одно непредвиденное для англичан событие: несколько французских рыцарей из третьего отряда, собрав 600 конных воинов, предприняли контратаку, которая, судя по сообщениям Монстреле, закончилась так же плачевно, как и предыдущие.
Эти события повлекли за собой уничтожение пленных французов — английский король, всерьез опасаясь перемены в ходе сражения, а также того, что огромное количество плохо охраняемых пленных рыцарей могло обратить оружие против победивших англичан, приказал перебить пленных своим рыцарям, но те отказались терять богатый выкуп. Поэтому отряду из 200 лучников под командованием одного из сквайров пришлось взять этот труд на себя. Когда лучники стали убивать пленных французских рыцарей, то сопротивляться связанные французы не могли.
Когда чуть позднее Генрих, оценив обстановку, отменил свой первоначальный приказ, тот не успел прийти вовремя, и большинство пленников было убито.

## Потери
Ввиду скудности достоверной информации из первоисточников невозможно с точностью определить потери противоборствующих сторон в этом сражении. Достоверно известно, что англичане, несмотря на то что они находились в меньшинстве, потеряли значительно меньше людей, чем разгромленные французы. Французские источники упоминают о 4-10 тысячах погибших с французской стороны и 1600 погибших с английской. Самые скромные и заниженные цифры свидетельствуют о не менее чем шестикратном превосходстве французских потерь по сравнению с английскими.
Английские источники разнятся в оценках, называя цифры от 1500 до 11 000 убитых французов и около 100 убитых с английской стороны.
Историк Джулия Баркер на основе анализа источников утверждает о не менее чем 112 погибших с английской стороны, среди которых именитый герцог Эдуард Норвичский, внук короля Эдуарда III.
По данным английского историка Альфреда Берна, у французов погибло 90 представителей высшей знати и 1560 обычных рыцарей, о числе погибших простых воинов ничего не известно (вероятно, в 2-3 раза больше).
Как бы то ни было, французы понесли огромные потери в сражении. В битве погибли 3 герцога, по меньшей мере 8 графов, один виконт и архиепископ, не говоря уже о десятках погибших представителей более мелкой французской знати. Франция потеряла значительное число высших представителей военного командования: погибли коннетабль, адмирал, командир арбалетчиков и маршальский прево. Погибли бальи девяти крупнейших северных французских городов.
Количество пленных оценивается в 700—2200 человек, среди которых — Герцог Орлеанский. Почти все пленные были представителями именитой знати, так как все менее знатные пленники были уничтожены англичанами. Ниже представлен список наиболее известных французских и английских государственных и военных деятелей, погибших при Азенкуре:
- Антуан Бургундский, герцог Брабанта (1384—1415)
- Филипп II, граф Неверский (1389—1415)
- Эдуард III, герцог Бара (1377—1415)
- Жан I, герцог Алансона (1385—1415)
- Фридрих I, граф Водемон (1368—1415)
- Шарль д’Альбре, коннетабль Франции (1370—1415)
- Робер де Бар, граф Суассона (1390—1415)
- Гильом IV де Мелён, граф де Танкарвиль (1360—1415)
- Жан I де Крой, барон (1365—1415)
- Жан IV д’Омон, (1381—1415)
- Жак I де Шатильон, сеньор де Дампьер, адмирал Франции (1365—1415)
- Жан де Монтегю, архиепископ Санса (1390—1415)
- Жан VI де Пьерпон, граф де Руси (1395—1415)
- сир Давид де Рамбюр, Великий магистр арбалетчиков (1364—1415)
- Эдуард Норичский, 2-й герцог Йоркский, внук английского короля Эдуарда III (1373—1415)
- Майкл де ла Поль, 3-й граф Саффолк (1394—1415)[11]

## Последствия
Несмотря на то, что в военном отношении английский король одержал уверенную победу, политические последствия сражения были весьма сложными. В ближайшем будущем оно не привело к немедленному росту экспансии английской короны в пределах Французского государства, так как вскоре после победы Генрих V вернулся в Англию, где 23 ноября с триумфом был встречен населением Лондона.
Отсутствие единства в раздираемой усобицами стране позволило английскому королю основательно подготовиться к новой кампании против Франции. Начавшись в 1417 году, она протекала значительно легче для англичан ввиду огромного ущерба, причинённого сражением всем военным и гражданским структурам Нормандии. После нескольких лет военных действий английский король сумел добиться всех поставленных целей: по условиям договора в Труа 1420 года он был признан регентом и наследником французского престола. Это было закреплено браком Генриха V с дочерью французского короля Карла VI Екатериной Валуа.

## В произведениях культуры и искусства
- Описано в трилогии Жан-Франсуа Намьяса «Дитя всех святых» (фр. L'enfant de la toussaint, 2006).
- Находится в центре повествования книги английского писателя Бернарда Корнуэлла «Азенкур» (англ. Agincourt, 2008).
- Занимает одно из центральных мест в пьесе Уильяма Шекспира «Генрих V» и её экранизациях 1944 и 1989 годов.
- Фигурирует в качестве среды тренировки будущих офицеров ВКС в «Истории полковника Федмана Кассада» романа Дэна Симмонса «Гиперион».
- Неоднократно упоминается в телесериале «Тюдоры» королём Генрихом VIII, мечтающем повторить успех Генриха V.
- Сражению посвящена одна из одиночных миссий компьютерной игры Age of Empires II: The Conquerors, а также «историческое сражение» в игре Medieval 2: Total War.
- Экранизирована в 1 сезоне 4 серии сериала «Пустая корона» (2012 г.), снятом по пьесам Уильяма Шекспира.
- Фигурирует в композиции The Hands of Man из альбома Криса де Бурга — Fields of Agincourt (2014).
- С существенными неточностями демонстрируется в художественном фильме «Король» 2019 года (Netflix), посвящённом Генриху V.